# Hans Spaan
Hans Spaan (Castricum, 24 december 1958) is een Nederlands voormalig motorcoureur, die tussen 1980 en 1993 uitkwam in het wereldkampioenschap wegrace. Hij won negen Grands Prix, werd tweemaal vice-wereldkampioen en negenmaal Nederlands kampioen.

## Carrière
Spaan ging op zijn dertiende motorcrossen. Twee jaar later mocht hij proefrijden op de motor van een wegcoureur. Hij vond dat heel erg leuk, maar moest nog even wachten tot hij op de weg aan wedstrijden mocht deelnemen. Op zijn zestiende begon hij te racen bij de Nederlandse Motorsport Bond.

### Volhardend privérijder
Spaan begon zijn carrière in het wereldkampioenschap in de 50cc-klasse. Zijn eerste WK-race reed hij tijdens de TT Assen van 1980 waar hij op een Kreidler-Van Veen vierde werd. Dit resultaat herhaalde hij tevens in de twee andere races die hij dat jaar in België en West-Duitsland reed. Tot en met 1987 reed hij in de 50cc-klasse en haar opvolger de 80 cc.
In die begintijd was Spaan privérijder. Hij sleutelde net als Egbert Streuer zelf aan zijn machine, ook tijdens de trainingen en races. Door gebrek aan geld, was het racemateriaal regelmatig al na de trainingen kapot en kon hij op vrijdagavond naar huis. Hij bleef bij zijn ouders wonen en leefde spartaans. De frustratie over het voortploeteren met slecht materiaal, was voor heel wat rijders genoeg om af te haken, maar Spaan zette door met een ijzeren discipline.

### Doorbraak als fabrieksrijder
In het seizoen van 1988 kreeg Spaan meer kansen. Hij maakte de overstap naar de 125cc-klasse en kon gaan samenwonen met zijn vriendin Marieke. Spaan was een van de tien coureurs die van Honda een fabrieksuitrusting mochten aanschaffen. De verbeteringen leidden ertoe dat hij in het seizoen driemaal een polepositie en podiumplek behaalde. Ook werd hij derde in de eindstand van het kampioenschap. Hierop werd hij in het volgende seizoen fabrieksrijder naast de Italiaan Ezio Gianola. Dit betekende in de praktijk dat hij het beste materiaal mocht aanschaffen en dat werd mogelijk gemaakt door sponsoren als Samson en Sharp.
In 1989 behaalde hij bij de Grand Prix van Oostenrijk zijn eerste overwinning. Het was voor het eerst sinds Jack Middelburg in de Britse GP van 1981 dat er weer een Nederlander won. 
In hetzelfde jaar behaalde hij ook de overwinning tijdens de TT van Assen. In het algemeen klassement werd Spaan tweede achter Àlex Crivillé en werd hem door de KNMV voor dit seizoen de Hans de Beaufort-beker uitgereikt. In  1990 evenaarde hij de eindklassering van 1989, ditmaal achter Loris Capirossi. Aan het einde van het seizoen 1994 beëindigde Spaan zijn actieve carrière, waarin hij negen Grands Prix won, tweemaal vice-wereldkampioen en negenmaal Nederlands kampioen werd.

### Begeleiding andere coureurs
Na zijn racecarrière bouwde Spaan samen met een andere Nederlandse ex-motorcoureur, Arie Molenaar, een team in de 125cc-klasse van het wereldkampioenschap op. Reeds in het eerste jaar, 1995 kon het team met de Japanse coureur Haruchika Aoki de wereldtitel veroveren en het jaar daarop de titel succesvol verdedigen. Daarna werkte Spaan, naast zijn rol als chefmonteur bij Molenaar Racing ook met Suzuki samen, die sinds het seizoen 1997 weer als fabrieksteam in de 250cc-klasse meestreed. In 2000 werkte Spaan als technisch directeur voor het Nederlandse Rizla-Honda-team, dat in de 500cc-klasse met Jurgen van den Goorbergh op een V2-TSR-Honda aantrad. Daarna concentreerde Spaan zich weer op het werk voor het Molenaar-team. In 2020 vertrok hij als monteur uit de motorsport en ging hij motorblokken prepareren voor de kartsport en motorcross.

## Statistiek

### Overwinningen
| # | Datum            | Race                     | Circuit           |
| - | ---------------- | ------------------------ | ----------------- |
| 1 | 4 juni 1989      | GP van Oostenrijk        | Salzburgring      |
| 2 | 24 juni 1989     | Dutch TT                 | Assen             |
| 3 | 2 juli 1989      | GP van België            | Spa-Francorchamps |
| 4 | 6 augustus 1989  | GP van Groot-Brittannië  | Donington         |
| 5 | 25 maart 1990    | GP van Japan             | Suzuka            |
| 6 | 7 juli 1990      | GP van België            | Spa-Francorchamps |
| 7 | 22 juli 1990     | GP van Frankrijk         | Le Mans           |
| 8 | 12 augustus 1990 | GP van Zweden            | Anderstorp        |
| 9 | 26 augustus      | GP van Tsjecho-Slowakije | Brno              |

### Jaaroverzichten
| Seizoen | Klasse | Motor             | Races | Overw. | Podium | Poles | Ptn | Pos |
| ------- | ------ | ----------------- | ----- | ------ | ------ | ----- | --- | --- |
| 1980    | 50 cc  | Kreidler Van Veen | 3     | 0      | 0      | 0     | 24  | 6e  |
| 1982    | 50 cc  | Rieju             | 4     | 0      | 0      | 0     | 12  | 9e  |
| 1983    | 50 cc  | Rieju             | 7     | 0      | 1      | 0     | 34  | 4e  |
| 1983    | 125 cc | MBA               | 5     | 0      | 0      | 0     | 0   | –   |
| 1984    | 80 cc  | Casal             | 8     | 0      | 2      | 0     | 47  | 6e  |
| 1985    | 80 cc  | Rieju             | 2     | 0      | 0      | 0     | 13  | 12e |
| 1986    | 80 cc  | Casal             | 8     | 0      | 2      | 0     | 57  | 4e  |
| 1987    | 80 cc  | Casal             | 7     | 0      | 0      | 0     | 11  | 13e |
| 1988    | 125 cc | Honda             | 11    | 0      | 3      | 3     | 110 | 3e  |
| 1989    | 125 cc | Honda             | 12    | 4      | 7      | 3     | 152 | 2e  |
| 1990    | 125 cc | Honda             | 13    | 5      | 6      | 3     | 173 | 2e  |
| 1991    | 125 cc | Honda             | 12    | 0      | 0      | 0     | 54  | 14e |
| 1992    | 125 cc | Aprilia           | 13    | 0      | 0      | 0     | 12  | 13e |
| 1993    | 125 cc | Honda             | 14    | 0      | 0      | 0     | 16  | 25e |
| 1994    | 125 cc | Honda             | 14    | 0      | 0      | 0     | 0   | –   |
| Totaal  | Totaal | Totaal            | 133   | 9      | 21     | 9     |     |     |